# Brescia Calcio 1984-1985
Questa voce raccoglie le informazioni riguardanti il Brescia Calcio nelle competizioni ufficiali della stagione 1984-1985.

## Stagione
Nella stagione 1984-1985 il Brescia ha vinto il campionato con 48 punti e dopo tre anni di purgatorio in Serie C1 ritorna in Serie B, con il L.R. Vicenza (dopo spareggio col Piacenza), entrambe arrivate a 45 punti. In campionato il Brescia ha perso solamente una partita: alla 10ª giornata 2-1 con il Pavia. Autore di 19 reti (delle quali 16 in campionato e 3 in Coppa Italia), Tullio Gritti ha contribuito a modo suo alla promozione delle rondinelle. Molto bene ha fatto anche il centrocampista Primo Maragliulo, con le sue 13 reti, 2 delle quali in Coppa Italia. In Coppa Italia il Brescia si ferma al primo turno, classificandosi ultima con 3 punti nel primo girone eliminatorio, nel quale accedono agli ottavi di finale il Milan ed il Parma. In Coppa Italia Serie C le rondinelle vengono eliminate ai sedicesimi di finale nel derby con l'Ospitaletto: sconfitta in casa (1-2) e pareggio fuori (1-1).

## Divise e sponsor

Daniele Zoratto in azione con la divisa bresciana della stagione

Il fornitore tecnico per la stagione 1984-1985 fu Gazelle, mentre lo sponsor ufficiale fu Fin-Eco.

## Organigramma societario
Area direttiva
- Presidente: Franco Baribbi

Staff tecnico
- Allenatore: Antonio Pasinato

## Rosa
| N. |                   | Ruolo | Calciatore          |
| -- | ----------------- | ----- | ------------------- |
|    | Italia (bandiera) | P     | Roberto Aliboni     |
|    | Italia (bandiera) | P     | Riccardo Budoni     |
|    | Italia (bandiera) | D     | Alessandro Chiodini |
|    | Italia (bandiera) | D     | Sergio Elli         |
|    | Italia (bandiera) | D     | Giuliano Giorgi     |
|    | Italia (bandiera) | D     | Mauro Melotti       |
|    | Italia (bandiera) | D     | Riccardo Maritozzi  |
|    | Italia (bandiera) | D     | Pierpaolo Baiguera  |
|    | Italia (bandiera) | C     | Stefano Bonometti   |

| N. |                   | Ruolo | Calciatore        |
| -- | ----------------- | ----- | ----------------- |
|    | Italia (bandiera) | C     | Roberto Chierici  |
|    | Italia (bandiera) | C     | Lorenzo Mossini   |
|    | Italia (bandiera) | C     | Pier Luigi Nicoli |
|    | Italia (bandiera) | C     | Marco Torresani   |
|    | Italia (bandiera) | C     | Daniele Zoratto   |
|    | Italia (bandiera) | A     | Tiziano Ascagni   |
|    | Italia (bandiera) | A     | Tullio Gritti     |
|    | Italia (bandiera) | A     | Armando Mulinacci |
|    | Italia (bandiera) | A     | Primo Maragliulo  |

## Risultati

### Serie C1

#### Girone di andata
| Arbitro: | Cassi (Pisa) |

|                          |           |  |
| Gritti 59’ Mulinacci 78’ | Marcatori |  |

| Pistoia 30 settembre 1984 2ª giornata | Pistoiese         | 0 – 0 | Brescia | Stadio Marcello Melani\| Arbitro: \| Gava (Conegliano) \| |
| Arbitro:                              | Gava (Conegliano) |       |         |                                                           |

| Arbitro: | Calabretta (Catanzaro) |

|                                        |           |  |
| Maragliulo 42’, 51’, 65’ Bonometti 62’ | Marcatori |  |

| Arbitro: | Felicani (Bologna) |

|                              |           |                              |
| Cichero 34’ Picco 75’ (rig.) | Marcatori | 17’ Maragliulo 65’ Bonometti |

| Arbitro: | Vasselli (Roma) |

|                       |           |           |
| Maragliulo 89’ (rig.) | Marcatori | 42’ Longo |

| Arbitro: | De Luca (Napoli) |

|  |           |                                   |
|  | Marcatori | 35’ Maragliulo 56’, 90’ Bonometti |

| Brescia 1º novembre 1984 7ª giornata | Brescia          | 0 – 0 | Ancona | Stadio Mario Rigamonti\| Arbitro: \| Baldas (Trieste) \| |
| Arbitro:                             | Baldas (Trieste) |       |        |                                                          |

| Arbitro: | Novi (Pisa) |

|                |           |  |
| Gritti 6’, 80’ | Marcatori |  |

| Rimini 18 novembre 1984 9ª giornata | Rimini         | 0 – 0 | Brescia | Stadio Romeo Neri\| Arbitro: \| Bruni (Arezzo) \| |
| Arbitro:                            | Bruni (Arezzo) |       |         |                                                   |

| Arbitro: | Fiorenza (Siena) |

|                          |           |            |
| Babbi 55’ Dell'Amico 65’ | Marcatori | 49’ Gritti |

| Arbitro: | Tarallo (Como) |

|            |           |  |
| Gritti 42’ | Marcatori |  |

| Arbitro: | Fabricatore (Roma) |

|                |           |              |
| Cacciatori 67’ | Marcatori | 87’ Baiguera |

| Arbitro: | Amendolia (Messina) |

|                               |           |  |
| Gritti 60’ (rig.) Ascagni 72’ | Marcatori |  |

| Arbitro: | Dal Forno (Ivrea) |

|             |           |            |
| Di Prete 4’ | Marcatori | 73’ Gritti |

| Arbitro: | Pucci (Firenze) |

|                                      |           |  |
| Gritti 9’ Maragliulo 46’ Zoratto 67’ | Marcatori |  |

| Arbitro: | Conforti (Macerata) |

|            |           |               |
| Vitale 75’ | Marcatori | 86’ Maritozzi |

| Arbitro: | Nicoletti (Agropoli) |

|                              |           |  |
| Gritti 4’, 39’ Mulinacci 87’ | Marcatori |  |

#### Girone di ritorno
| Arbitro: | Fiorenza (Siena) |

|           |           |            |
| Pulga 71’ | Marcatori | 60’ Gritti |

| Arbitro: | Cornieti (Forlì) |

|                              |           |  |
| Maragliulo 54’ Bonometti 86’ | Marcatori |  |

| Arbitro: | Fabricatore (Roma) |

|                             |           |                                    |
| Valoti 2’, 29’ Crialesi 77’ | Marcatori | 32’ Mossini 35’ Gritti 40’ Ascagni |

| Arbitro: | Scalcione (Matera) |

|                 |           |  |
| Gritti 13’, 65’ | Marcatori |  |

| Treviso 3 marzo 1985 22ª giornata | Treviso     | 0 – 0 | Brescia | Stadio Omobono Tenni\| Arbitro: \| Novi (Pisa) \| |
| Arbitro:                          | Novi (Pisa) |       |         |                                                   |

| Arbitro: | Amendolia (Messina) |

|               |           |               |
| Torresani 41’ | Marcatori | 15’ Bresciani |

| Ancona 17 marzo 1985 24ª giornata | Ancona            | 0 – 0 | Brescia | Stadio Dorico\| Arbitro: \| Dal Forno (Ivrea) \| |
| Arbitro:                          | Dal Forno (Ivrea) |       |         |                                                  |

| Arbitro: | Baldas (Trieste) |

|  |           |                |
|  | Marcatori | 11’ Maragliulo |

| Arbitro: | Gava (Conegliano) |

|                                |           |  |
| Ascagni 37’ Melotti 61’ (rig.) | Marcatori |  |

| Arbitro: | Acri (Novi Ligure) |

|               |           |  |
| Bonometti 43’ | Marcatori |  |

| Legnano 21 aprile 1985 28ª giornata | Legnano          | 0 – 0 | Brescia | Stadio Giovanni Mari\| Arbitro: \| Fiorenza (Siena) \| |
| Arbitro:                            | Fiorenza (Siena) |       |         |                                                        |

| Brescia 5 maggio 1985 29ª giornata | Brescia           | 0 – 0 | Carrarese | Stadio Mario Rigamonti\| Arbitro: \| Scalise (Bologna) \| |
| Arbitro:                           | Scalise (Bologna) |       |           |                                                           |

| Arbitro: | Novi (Pisa) |

|               |           |                |
| Cambiaghi 62’ | Marcatori | 47’ Maragliulo |

| Arbitro: | Di Gennaro (Napoli) |

|                                            |           |                    |
| Gritti 5’ (rig.) Zoratto 37’ Bonometti 69’ | Marcatori | 29’ (aut.) Melotti |

| Arbitro: | Baldas (Trieste) |

|              |           |             |
| Messersì 63’ | Marcatori | 38’ Ascagni |

| Arbitro: | Isola (Parma) |

|                           |           |               |
| Gritti 62’ Maragliulo 81’ | Marcatori | 71’ Garbuglia |

| Jesi 9 giugno 1985 34ª giornata | Jesi               | 0 – 0 | Brescia | Stadio Comunale\| Arbitro: \| Felicani (Bologna) \| |
| Arbitro:                        | Felicani (Bologna) |       |         |                                                     |

### Coppa Italia

#### Primo turno
| Arbitro: | D'Innocenzo (Ciampino) |

|              |           |  |
| De Falco 48’ | Marcatori |  |

| Arbitro: | Pellicanò (Reggio Calabria) |

|                          |           |                  |
| Di Bartolomei 64’ (rig.) | Marcatori | 22’ (aut.) Galli |

| Arbitro: | Gabbrielli (Prato) |

|              |           |                |
| Chiodini 68’ | Marcatori | 48’ Fermanelli |

| Arbitro: | Vecchiatini (Bologna) |

|                         |           |                     |
| Lombardi 4’ Menconi 81’ | Marcatori | 27’, 37’ Maragliulo |

| Arbitro: | Testa (Prato) |

|  |           |                         |
|  | Marcatori | 19’ Todesco 22’ Manarin |

### Coppa Italia Serie C

#### Sedicesimi di finale
| Arbitro: | Guidi (Bologna) |

|         |           |                              |
| Elli 7’ | Marcatori | 67’ (aut.) Melotti 79’ Papes |

| Arbitro: | Tarallo (Como) |

|             |           |              |
| Masuero 77’ | Marcatori | 62’ Chierici |

## Statistiche

### Statistiche di squadra
| Competizione         | Punti | In casa | In casa | In casa | In casa | In casa | In casa | In trasferta | In trasferta | In trasferta | In trasferta | In trasferta | In trasferta | Totale | Totale | Totale | Totale | Totale | Totale | DR  |
| Competizione         | Punti | G       | V       | N       | P       | Gf      | Gs      | G            | V            | N            | P            | Gf           | Gs           | G      | V      | N      | P      | Gf     | Gs     | DR  |
| -------------------- | ----- | ------- | ------- | ------- | ------- | ------- | ------- | ------------ | ------------ | ------------ | ------------ | ------------ | ------------ | ------ | ------ | ------ | ------ | ------ | ------ | --- |
| Serie C1 (girone A)  | 48    | 17      | 13      | 4       | 0       | 31      | 5       | 17           | 2            | 14           | 1            | 16           | 13           | 34     | 15     | 18     | 1      | 47     | 18     | +29 |
| Coppa Italia         | 3     | 2       | 0       | 1       | 1       | 1       | 3       | 3            | 0            | 2            | 1            | 3            | 4            | 5      | 0      | 3      | 2      | 4      | 7      | -3  |
| Coppa Italia Serie C |       | 1       | 0       | 0       | 1       | 1       | 2       | 1            | 0            | 1            | 0            | 1            | 1            | 2      | 0      | 1      | 1      | 2      | 3      | -1  |
| Totale               | -     | 20      | 13      | 5       | 2       | 33      | 10      | 21           | 2            | 17           | 2            | 20           | 18           | 41     | 15     | 22     | 4      | 53     | 28     | +25 |

### Statistiche dei giocatori
| Giocatore     | Serie C1 | Serie C1 | Serie C1    | Serie C1   | Coppa Italia | Coppa Italia | Coppa Italia | Coppa Italia | Coppa Italia Serie C | Coppa Italia Serie C | Coppa Italia Serie C | Coppa Italia Serie C | Totale   | Totale | Totale      | Totale     |
| Giocatore     | Presenze | Reti     | Ammonizioni | Espulsioni | Presenze     | Reti         | Ammonizioni  | Espulsioni   | Presenze             | Reti                 | Ammonizioni          | Espulsioni           | Presenze | Reti   | Ammonizioni | Espulsioni |
| ------------- | -------- | -------- | ----------- | ---------- | ------------ | ------------ | ------------ | ------------ | -------------------- | -------------------- | -------------------- | -------------------- | -------- | ------ | ----------- | ---------- |
| R. Aliboni    | 34       | -18      | ?           | ?          | 5            | -6           | ?            | ?            | 0                    | 0                    | ?                    | ?                    | 39       | -24    | ?           | ?          |
| T. Ascagni    | 29       | 4        | ?           | ?          | 2            | 0            | ?            | ?            | 1                    | 0                    | ?                    | ?                    | 32       | 4      | ?           | ?          |
| P. Baiguera   | 12       | 1        | ?           | ?          | 2            | 0            | ?            | ?            | 2                    | 0                    | ?                    | ?                    | 16       | 1      | ?           | ?          |
| S. Bonometti  | 34       | 7        | ?           | ?          | 5            | 0            | ?            | ?            | 1                    | 0                    | ?                    | ?                    | 40       | 7      | ?           | ?          |
| R. Budoni     | 0        | 0        | ?           | ?          | 1            | -1           | ?            | ?            | 2                    | -3                   | ?                    | ?                    | 3        | -4     | ?           | ?          |
| R. Chierici   | 19       | 0        | ?           | ?          | 5            | 0            | ?            | ?            | 1                    | 1                    | ?                    | ?                    | 25       | 1      | ?           | ?          |
| A. Chiodini   | 32       | 0        | ?           | ?          | 5            | 1            | ?            | ?            | 2                    | 0                    | ?                    | ?                    | 39       | 1      | ?           | ?          |
| S. Elli       | 15       | 0        | ?           | ?          | 2            | 0            | ?            | ?            | 2                    | 1                    | ?                    | ?                    | 19       | 1      | ?           | ?          |
| G. Giorgi     | 33       | 0        | ?           | ?          | 5            | 0            | ?            | ?            | 2                    | 0                    | ?                    | ?                    | 40       | 0      | ?           | ?          |
| T. Gritti     | 29       | 16       | ?           | ?          | 5            | 0            | ?            | ?            | 1                    | 0                    | ?                    | ?                    | 35       | 16     | ?           | ?          |
| P: Maragliulo | 31       | 11       | ?           | ?          | 4            | 2            | ?            | ?            | 2                    | 0                    | ?                    | ?                    | 37       | 13     | ?           | ?          |
| R. Maritozzi  | 32       | 1        | ?           | ?          | 4            | 0            | ?            | ?            | 1                    | 0                    | ?                    | ?                    | 37       | 1      | ?           | ?          |
| M. Melotti    | 16       | 1        | ?           | ?          | 5            | 0            | ?            | ?            | 1                    | 0                    | ?                    | ?                    | 22       | 1      | ?           | ?          |
| L. Mossini    | 32       | 1        | ?           | ?          | 5            | 0            | ?            | ?            | 1                    | 0                    | ?                    | ?                    | 38       | 1      | ?           | ?          |
| A. Mulinacci  | 24       | 2        | ?           | ?          | 2            | 0            | ?            | ?            | 2                    | 0                    | ?                    | ?                    | 28       | 2      | ?           | ?          |
| P.L. Nicoli   | 1        | 0        | ?           | ?          | 0            | 0            | ?            | ?            | 0                    | 0                    | ?                    | ?                    | 1        | 0      | ?           | ?          |
| M. Torresani  | 24       | 1        | ?           | ?          | 4            | 0            | ?            | ?            | 2                    | 0                    | ?                    | ?                    | 30       | 1      | ?           | ?          |
| D. Zoratto    | 33       | 2        | ?           | ?          | 2            | 0            | ?            | ?            | 1                    | 0                    | ?                    | ?                    | 36       | 2      | ?           | ?          |